# 新机动战记高达W ENDLESS DUEL
《新機動戰記鋼彈W ENDLESS DUEL》（日語：新機動戦記ガンダムW ENDLESS DUEL）是由Natsume株式会社（今夏目雅达利）开发、万代于1996年在日本超级任天堂平台发行的格斗游戏。本作是首部改编自动画《新机动战记高达W》的游戏作品。故事设定在后殖民纪元195年，玩家可操控来自殖民地解放组织或OZ的驾驶员。游戏采用四键操控的一对一格斗模式，包含必杀技系统及三种可游玩模式。
这款游戏诞生于《街头霸王II》引发的格斗游戏热潮末期，是登陆超级任天堂平台的末代作品之一。本作由Natsume株式会社旗下的TENGO PROJECT团队开发，该团队曾打造《忍者战士》、《荒野之槍》及《恐龙战队：格斗版》。开发人员沿用了《恐龙战队：格斗版》的同款引擎，并在其基础上进行了优化改进。
《新机动战记高达W ENDLESS DUEL》作为进口版游戏获得媒体积极评价，被公认为超级任天堂平台最出色的格斗游戏之一。评论者盛赞其画面表现、音效设计、卡普空式战斗系统、可切换战斗风格等特性，以及相较《恐龙战队：格斗版》的全面优化，但批评其可选角色较少。该作此后在PlayStation平台推出两部精神续作：1997年《高达：战斗大师》及1998年《高达：战斗突击》，后者收录了《新机动战记高达W》中的角色。迄今《ENDLESS DUEL》仍是格斗游戏赛事中的常设表演项目。

## 游戏玩法

展示飞翼高达和死神高达机体之间对战的游戏玩法截图。

《新機動戰記鋼彈W ENDLESS DUEL》是一款格斗游戏，背景设定在《新機動戰記GUNDAM W》动画系列的后殖民195年，玩法类似《机动武斗传G高达》和《街头霸王II》。在游戏中，玩家可操控代表殖民地解放组织和OZ的十名可玩角色之一驾驶机动战士。每台机动战士都拥有与动画系列中对应的不同“能力评级”。游戏包含故事模式、对战模式和挑战模式三种玩法。 
在单人故事模式中，玩家需根据所选机体与对手进行一系列战斗。在对战模式中，玩家与真人对手进行一对一较量，成功耗尽对手生命值条的一方赢得第一回合。率先赢得两个回合的一方将成为比赛的胜者。每一回合均有时间限制，可在游戏选项中调整或关闭；若时间结束时双方均有剩余生命值，则生命值更多的一方赢得该回合。在挑战模式中，玩家可选择任意高达机甲参与一系列难度递增的无尽对战，直至被击败为止。
在对战过程中，玩家可以在武器攻击和近战格斗两种形态之间切换。所有机师都拥有“火神炮/机关炮”攻击，该攻击会消耗能量，并根据距离锁定对手。每位机师的生命值条下方都有一个能量槽，用于释放强化版特殊技能。每位机师拥有一到两个“超级必杀技”，释放时需要消耗能量，且在发动前会播放音效，让对手有瞬间反应时间。玩家必须通过格挡攻击、施展特殊或超级必杀技、命中对手或阻挡攻击来恢复大量能量。玩家可以执行冲刺、空中格挡、空中冲刺以及连锁连击，类似卡普空《X战警 磁场原子人》等格斗游戏的机制。《鋼彈W ENDLESS DUEL》独有的“推进器”机制允许玩家的机甲在使用空中冲刺后，通过按住方向键短暂悬停下落，以攻击地面的对手。“推进器”也可用于实现高滞空跳跃。

## 开发和发布
《新機動戰記鋼彈W ENDLESS DUEL》是首款改编自动画《新机动战记高达W》的游戏，在《街头霸王II》登陆超级任天堂引发格斗游戏热潮期间发售。游戏开发由Natsume旗下的TENGO PROJECT团队负责，该团队此前曾开发《忍者战士》（1994年）、《荒野之枪》和《恐龙战队：格斗版》（1995年）。开发人员沿用了《恐龙战队：格斗版》的游戏引擎，但为《鋼彈W ENDLESS DUEL》加入了一些专属改进。游戏由牛村宪彦担任制作人主导开发，谷口俊一担任策划，宫部寿保和小室裕达共同担任程序员，谷口还与铃木邦夫共同负责设计工作。音乐由大桥春男和岩月博之共同创作，岩月表示他在音频制作中使用了PC-98计算机、名为UNYA的MIDI驱动程序、罗兰音画合成器和罗兰W-30工作站键盘。游戏开场主题曲为动画第二季片头曲《Rhythm Emotion》的合成器版本。
《鋼彈W ENDLESS DUEL》于1996年3月29日发售，是超级任天堂平台上最晚推出的游戏之一，采用16兆比特（2MB）卡带。发售前，游戏曾在1995年的初心会向观众展示。1996年4月，讲谈社出版了该游戏的策略指南。《鋼彈W ENDLESS DUEL》仅在日本本土发售，但2002年推出了粉丝制作的英文翻译补丁。

## 反响
| 媒体          | 得分  |
| ------------- | ----- |
| Nintendo Life | 8/10  |
| Fami通        | 23/40 |
| PSX Extreme   | 8/10  |

《新機動戰記鋼彈W ENDLESS DUEL》作为进口游戏获得了评论家的积极评价，但《Fami通》的四位评测者对这款游戏给出了“不太令人印象深刻”的评价。在《家庭电脑杂志》开展的一项民意调查中，《鋼彈W ENDLESS DUEL》获得了22.9分（满分30分），表明其拥有较高的人气。据《Fami通》数据，《鋼彈W ENDLESS DUEL》在上市首周销量超过34,641份，该作在日本市场的总销量约为52,232份。
IGN的大卫·史密斯（David Smith）认为《新機動戰記鋼彈W ENDLESS DUEL》“古怪又有趣”。电子游乐场的詹姆斯·塔皮亚（James Tapia）将《鋼彈W ENDLESS DUEL》视为“超级任天堂经典”，并指出其战斗速度快，角色阵容熟悉。西班牙杂志《GamesTech》的何塞·安赫尔·西乌达德（José Ángel Ciudad）称赞其画面符合超级任天堂的水准，肯定了游戏的音效、玩法以及让人联想到卡普空《对战》系列的“连锁连击”机制。波兰媒体《PSX Extreme》的卢卡斯·奥索夫斯基（Łukasz Ossowski）对游戏的玩法和视听表现表示赞赏，称《ENDLESS DUEL》是该主机平台上最优秀的格斗游戏之一。《硬核游戏101》（Hardcore Gaming 101）也持相同观点，对其卡普空风格的游戏系统和音效设计给予了积极评价，并将其视为该平台上最出色的格斗游戏之一。
巴西网站Nintendo Blast的阿尔贝托·卡嫩（Alberto Canen）称赞这款游戏快节奏玩法让人联想到《恶魔战士》和《街头霸王阿尔法》，新增的“火神炮/机关炮”机制以及平衡的角色阵容，并将《新機動戰記鋼彈W ENDLESS DUEL》视为超级任天堂平台上最优秀的格斗游戏之一。同样，Nintendo Life的贡萨洛·洛佩斯（Gonçalo Lopes）指出，夏目雅达利在《鋼彈W ENDLESS DUEL》中对《恐龙战队：战斗版》的引擎进行了全面改进，他称赞游戏相比《机动武斗传G高达》画面更精细，战斗系统和操作更出色，但批评其可玩角色阵容较少，并惋惜游戏未在西方发行。西班牙杂志《HobbyConsolas》的大卫·马丁内斯（David Martínez）也对游戏未在西方发行表示遗憾，但肯定了《ENDLESS DUEL》的画面、武器与近战风格切换功能，以及相较《恐龙战队：格斗版》所做的改进。
《新機動戰記鋼彈W ENDLESS DUEL》发售后，夏目雅达利继续开发了多款基于高达系列的2D格斗游戏。该作在PlayStation平台推出了两部格斗续作，分别是1997年的《高达：战斗大师》和1998年的《高达：战斗突击》，后者包含《新机动战记高达W》中的角色。此后，《ENDLESS DUEL》作为支线赛事项目出现在CEOtaku、CEO和Climax of Night [re:run]等格斗游戏锦标赛的竞技环节中。